# Adrien Reju
Adrien Reju je americká zpěvačka a kytaristka. Vyrůstala v New York City a později se usadila ve Woodstocku ve státě New York. Roku 2009 vydala své první dlouhohrající album s názvem A Million Hearts a v roce 2012 pak pětipísňové EP Lucky Ones. V srpnu roku 2015 vydala album Strange Love and the Secret Language, které obsahuje coververze písní mnoha autorů, mezi něž patří například John Cale, David Bowie, Elliot Smith a Prince. Na albu se podílelo produkční duo The Elegant Too (Chris Maxwell a Phil Hernandez). Součástí alba je i singl „Last Call“.